# Pilea cadierei
Pilea cadierei, conocida como la planta de aluminio o pilea de sandía, es una especie de planta con flores perteneciente a la familia de ortigas Urticaceae, nativa de China y Vietnam. Es una planta perenne de hoja perenne que crece hasta 30 cm de alto por 21 cm de ancho, con hojas ovaladas de color verde oscuro, cada hoja tiene cuatro parches plateados (de ahí el nombre "planta de aluminio").
Con una temperatura mínima de 15 °C, se cultiva como planta de interior en regiones templadas. Ha ganado el Premio Award of Garden Merit de la Royal Horticultural Society.
El epíteto específico cadierei se refiere al botánico del siglo XX.  R.P. Cadière.